# Guerre des Sables
La guerre des Sables (en arabe : حرب الرمال, ḥarb ar-rimāl) d'octobre 1963 est un conflit militaire opposant le Maroc et l’Algérie (aidée par l'Égypte et Cuba, qui ont fourni un appui militaire technique, principalement sous forme de conseillers, d’équipement et formateurs), peu après l’indépendance de l'Algérie. Après plusieurs mois d'incidents frontaliers, la guerre ouverte éclate dans la région algérienne de Tindouf et Hassi Beïda, puis s'étend à Figuig au Maroc. Les combats cessent le 5 novembre, et l'Organisation de l'unité africaine (OUA) obtient un cessez-le-feu définitif le 20 février 1964, laissant la frontière inchangée.

## Contexte
Plusieurs facteurs contribuent à l'éclatement du conflit : l'absence d'un tracé précis de la frontière entre l'Algérie et le Maroc, l'irrédentisme marocain autour de la notion du « Grand Maroc », la découverte d'importantes ressources minérales dans la zone contestée ainsi que le refus du gouvernement de l'Algérie indépendante, présidé par Ahmed Ben Bella, de reconsidérer les frontières héritées de l’ère coloniale tel que cela a été reconnu et admis le 6 juillet 1961 lors d'une convention signée à Rabat par Ferhat Abbas, président du GPRA, et Hassan II, roi du Maroc.
Avant que la France ne colonise la région à partir du XIXe siècle, une partie du territoire algérien actuel, au sud et à l'ouest, était sous souveraineté marocaine,,; cependant aucune frontière n'était définie pour les régions du Sahara « sans point d'eau » .

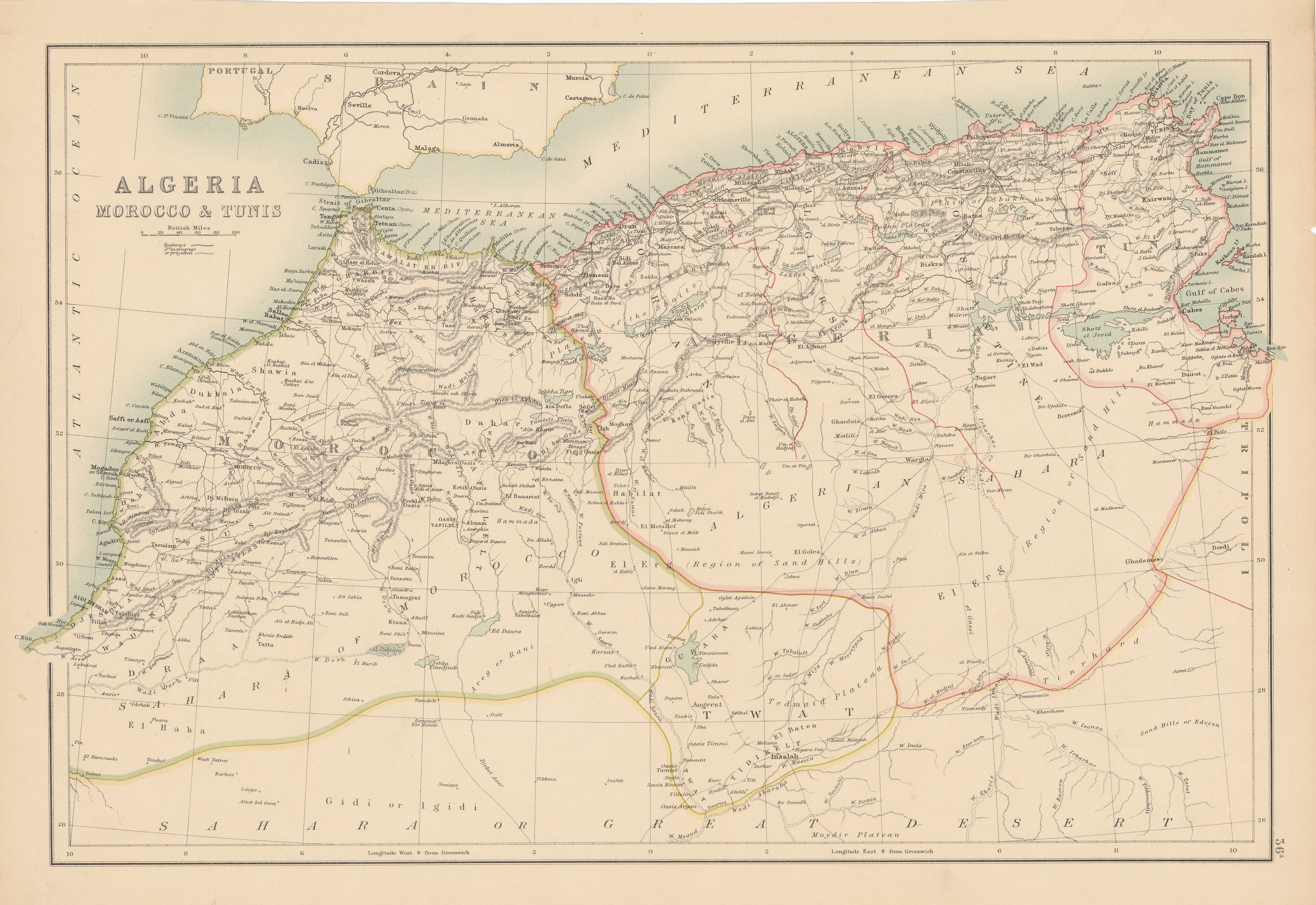
Le Maghreb durant la seconde moitié du XIXe siècle.

Dans le traité de Lalla Maghnia (18 mars 1845), qui fixe la frontière entre l'Algérie française et le Maroc, il est stipulé que « un territoire sans eau est inhabitable et sa délimitation est superflue » et le tracé n'est défini que sur 165 kilomètres. Au-delà n'existe qu'une zone frontalière, sans limite précise, jalonnée par des territoires tribaux rattachés au Maroc ou à l'Algérie. Après la colonisation du Maroc en 1912, l'administration française fixe des limites entre les deux territoires, mais celles-ci suivent des tracés mal identifiés (ligne Varnier en 1912, ligne Trinquet en 1938), variant d'une carte à l'autre, puisqu'aux yeux de l'administration française il ne s'agit pas de frontières et que la zone est pratiquement inhabitée. La découverte d'importants gisements de pétrole et de minerais (fer, manganèse) dans la région conduit la France à délimiter plus précisément les territoires, et en 1952 les Français décident d'intégrer aux départements français d'Algérie les régions de Tindouf et Colomb-Béchar.
Dès son indépendance en 1956, le Maroc revendique la souveraineté sur ces territoires, ainsi que sur d'autres ayant fait partie du Maroc historique. Afin de mettre un terme au soutien du Maroc au FLN algérien, la France propose le principe de la restitution de ces territoires contre la mise en place d'une « organisation commune des régions sahariennes » (OCRS), chargée d'exploiter les gisements miniers du Sahara récemment découverts et l'interdiction d'abriter des insurgés algériens. Le roi Mohammed V voit cette proposition comme un « coup de poignard dans le dos » des « frères algériens », et parvient séparément à un accord le 6 juillet 1961 avec le chef du Gouvernement provisoire de la République algérienne, Ferhat Abbas. Selon cet accord, une fois l'indépendance algérienne acquise, le statut de Tindouf et Colomb-Béchar serait renégocié.
Cependant, à l'indépendance de l'Algérie, et avant que cet accord ne soit ratifié, une coalition menée par Ahmed Ben Bella et soutenue par l'Armée de libération nationale évince Ferhat Abbas du gouvernement. Un des enjeux de la guerre d'Algérie était la préservation de l'unité du territoire, il s'agissait en particulier d'empêcher la France de séparer la région du Sahara du reste de l'Algérie. Ben Bella et les dirigeants de l'ALN étaient de ce fait réticents à l'idée de rétrocéder le moindre territoire « libéré avec le sang de tant de martyrs » au Maroc et, après l'indépendance, ils refusent de reconnaître les revendications historiques ou politiques du Maroc. Ils perçoivent en fait les exigences du Maroc comme une tentative d'ingérence et de pression, au moment où le pays sort très affaibli de sa guerre d'indépendance. Le gouvernement algérien ne contrôle pas encore fermement tout son territoire ; en particulier, un soulèvement berbère anti-FLN, conduit par Hocine Aït Ahmed, se développe en Kabylie. Dans le même temps, les revendications socialistes du FLN trouvent un écho au Maroc avec l'UNFP de Mehdi Ben Barka, qui exige une réforme agraire, une révolution des travailleurs, et une solidarité anti-impérialiste avec la révolution algérienne ; celui-ci doit quitter le Maroc en juillet 1963 à la suite de l'échec du « complot de juillet » contre le roi, dans lequel une faction de l'UNFP est mêlée.

Carte du « Grand Maroc » revendiqué par l'Istiqlal.

Le parti de l'Istiqlal est particulièrement indigné de l'« ingratitude » des Algériens, et en mars 1963 il republie une carte irrédentiste du « Grand Maroc » dans son hebdomadaire, Al-Alam (La Bannière). Le territoire comprend un tiers du Sahara algérien jusqu'à In Salah, le Sahara occidental, la Mauritanie, et une partie du Mali.
Les tensions entre le Maroc et l'Algérie montent peu à peu, et aucune des parties ne veut prendre le risque de reculer. Dès 1962, Tindouf est le siège d'incidents : lors du référendum d'indépendance, les habitants indiquent sur leur bulletin : « OUI à l'indépendance, mais nous sommes marocains ». Peu après, l’armée marocaine tente d'occuper la ville, mais se replie après avoir découvert que l'armée algérienne contrôle déjà la région. Elle s'installe également brièvement dans la région de Colomb-Béchar. Pendant l’été 1963, les deux pays renforcent leur dispositif militaire le long de la frontière. De chaque côté, la presse relate des exactions : les Algériens interdisent aux Marocains de Figuig de se rendre à leurs palmeraies en territoire algérien, tandis qu'à Colomb-Béchar et à Tindouf, rapporte Attilio Gaudio, les habitants sont contraints d’adopter la nationalité algérienne. Des Marocains travaillant en Algérie sont expulsés, ainsi que des marchands algériens travaillant à Oujda. Des accusations sont échangées : l'Algérie aurait soutenu le « complot de juillet », tandis que, selon Radio Alger, le Maroc aurait favorisé l'arrestation d'Ahmed Ben Bella en 1956 et l'assassinat de Patrice Lumumba en 1961. Jusqu'à septembre, les accrochages sont encore attribués à des « éléments incontrôlés ».

## Déclenchement
À partir du début septembre 1963, l'agence Maghreb Arabe Presse, alors proche de l'Istiqlal, annonce que des troupes algériennes sont entrées à Tarfaya afin d'inciter la population à se révolter contre le roi, et que des blindés occupent les oasis de Zegdou et Mrija.
À la fin septembre, le roi Hassan II et Mohamed Oufkir décident d'envoyer des auxiliaires marocains de Tagounit pour reprendre Tinjoub et Hassi Beïda, au cœur du territoire « confisqué » par les Français. Ces deux villages contrôlent la piste qui relie la côte de l'Algérie à Tindouf et au Sahara espagnol. Cette manœuvre permet au roi d'obtenir un vaste soutien de la population marocaine.
Le 30 septembre, le président Ben Bella affirme que les forces marocaines près de la frontière soutiennent le soulèvement de Hocine Aït Ahmed. Le 2 octobre, l'armée algérienne s'empare de Tinjoub, Ich et Hassi Beïda. Les Marocains les reprennent peu après.
Le 8 octobre, les troupes de l'ANP reprennent Hassi Beïda et Tinjoub, et tuent dix auxiliaires marocains alors que les Marocains avancent au sud et sont à 12 km de Tindouf. Le 9, le Maroc annonce que les garnisons de Hassi Beïda, Tinjoub et Tinfouchy ont été occupées à la suite d'une « attaque surprise » algérienne. L'Algérie, elle, rapporte que les forces armées marocaines avancent dans le désert depuis septembre pour établir des garnisons, et qu'elles ont attaqué Colomb-Béchar. Hassi Beïda et Tinjoub seront de nouveau reprises par les Marocains le 14 octobre.
Pendant ce temps, le 5 octobre les ministres des Affaires étrangères Ahmed Reda Guedira et Abdelaziz Bouteflika se rencontrent à Oujda, et parviennent au principe d'un sommet entre le roi et Ben Bella, qui statuerait définitivement sur le territoire. Ce sommet n'aura jamais lieu.
Sur ordre de Hassan II, Abdelhadi Boutaleb, le ministre de l'Information, se rend à Alger, mais sa mission échoue, et le 15 octobre, l'Algérie décide la mobilisation générale dans l'ANP des anciens djounoud de l'ALN, les combattants vétérans de la guerre d'indépendance.

## Opérations militaires
Le 14 octobre, les Forces armées royales du Maroc occupent Hassi-Beïda et Tinjoub et repoussent les forces algériennes vers la piste Béchar-Tindouf. Cette première intervention des forces régulières marque généralement le début du conflit. L'armée algérienne s'empare de Ich, une « excroissance » marocaine dans le désert, loin à l'est de la zone contestée. Il s'agit vraisemblablement d'ouvrir un nouveau front pour relâcher la pression sur les troupes algériennes menacées au sud, ou bien de détenir un territoire qui puisse servir de « jeton » dans les négociations. Le 18, les Algériens arrivent au bord de Figuig.
L'armée marocaine, commandée par le général Driss Ben Omar El Alami, est mieux équipée et approvisionnée, tandis que l'armée algérienne, commandée par Houari Boumédiène, expérimentée pour la guérilla mais mal équipée, souffre de problèmes logistiques. Ahmed Ben Bella a ultérieurement expliqué son choix d'axer la politique de développement algérienne sur d'autres domaines que le militaire car il ne s'attendait pas à être attaqué par un « peuple frère ».
L’Algérie se fournit en armement auprès de Cuba (dont un contingent de 686 hommes, avec aviation, blindés, et artillerie), de l’Égypte (1 000 soldats sont envoyés en Algérie), pendant que le Maroc ne reçoit aucun appui direct des États-Unis, de l'Espagne ou de la France, bien que la coopération militaire entre le Maroc et l'armée française ait pu avoir quelques répercussions sur le terrain. Après l'atterrissage d'urgence d'un hélicoptère algérien en panne derrière les frontières marocaines le 20 octobre, cinq officiers égyptiens l'occupant sont capturés ; engagés dans des missions de reconnaissance ou de conseils techniques ; trois colonels égyptiens sont présentés à la presse. Le Maroc rompt ses relations diplomatiques avec Cuba le 31 octobre, et rappelle ses ambassadeurs en Égypte et en Syrie. 350 professeurs égyptiens sont expulsés.
La bataille la plus importante se déroule le 25 octobre, environ 200 Algériens sont capturés près de Hassi Beïda. Les Marocains parviennent jusqu'à 12 kilomètres de Tindouf, le 28. Ils sont peut-être dissuadés d'investir la ville par une intervention de Charles de Gaulle.
Il était prévu qu'un contingent cubain, comportant 22 blindés T-34, s'empare de Berguent au Maroc, mais l'attaque est suspendue au dernier moment par Ben Bella, en raison de la perspective de négociations lors de la conférence de l'Organisation de l'unité africaine devant se tenir à Bamako à partir du 29 octobre.
À la fin du mois, le Maroc bénéficie d'une situation militaire favorable, en tenant Hassi-Beïda et Tinjoub, et en approchant de Tindouf, tandis que l'Algérie bénéficie d'une situation diplomatique en sa faveur : elle possède un large capital de sympathie après la guerre d'indépendance, elle est soutenue à des degrés divers par toutes les organisations africaines, et elle peut mettre en avant le principe de uti possidetis pour soutenir sa revendication.

## Négociations pour un cessez-le-feu
Plusieurs tentatives de négociations, infructueuses et non coordonnées, ont lieu avant que l'OUA ne parvienne à un accord à la fin d'octobre.
Le président tunisien, Habib Bourguiba tente le premier d'établir un dialogue entre les belligérants, mais ne parvient pas à un accord. Du 15 au 17 octobre, les pays tentent de négocier directement un cessez-le-feu à Marrakech, avec l'assistance de l'empereur éthiopien Hailé Sélassié (également premier dirigeant de l'OUA, et alors en visite en Afrique du Nord), sans aucun succès. Gamal Abdel Nasser, président de la République arabe unie (qui ne contient plus que l'Égypte), appelle à un sommet nord-africain, mais l'implication directe de son armée en faveur de l'Algérie ne laisse aucune chance à son invitation. Une offre de médiation, lancée par la Ligue arabe, est également rejetée par le Maroc, qui considère que celle-ci est trop favorable à l'Algérie, notamment en raison du rôle dominant de l'Égypte dans la ligue.
Hailé Sélassié et le président du Mali, Modibo Keita, convainquent les belligérants de se rencontrer lors d'une conférence à Bamako les 29 et 30 octobre ; ils obtiennent un cessez-le-feu négocié lors de la conférence.
Les conditions du cessez-le-feu sont :

1. L'arrêt effectif des hostilités et l'entrée en vigueur d'un cessez-le-feu, à compter du 2 novembre, à zéro heure.
2. La constitution d'une commission composée d'officiers marocains, algériens, éthiopiens et maliens, qui déterminerait une zone au-delà de laquelle les troupes engagées seraient retirées.
3. La constitution d'un corps d'observateurs maliens et éthiopiens chargés de veiller à la sécurité et à la neutralité de la zone démilitarisée.
4. La réunion, dans les plus brefs délais, des ministres des Affaires étrangères des États-membres de l'Organisation de l'unité africaine, afin de constituer une commission spéciale qui aurait pour mission :

a) de situer les responsabilités dans le déclenchement des hostilités;
b) d'étudier le problème des frontières et de soumettre aux deux parties des propositions concrètes pour le règlement définitif de cette affaire.
Les quatre chefs d'État décident en outre :
1. La cessation par l'Algérie et par le Maroc de toute attaque publique, par voie de presse ou de radio, à compter du 1er novembre 1963, à zéro heure.
2. L'observation stricte du principe de non-ingérence dans les affaires des autres États;
3. Le règlement par voie de négociation de tout différend susceptible de survenir entre États africains.

Il doit prendre effet le 2 novembre, mais le Maroc n'entend pas abandonner Hassi Beïda et Tinjoub qu'il considère comme faisant partie de son territoire. Le 1er novembre, le président algérien Ben Bella exige l'évacuation de ces villages par les troupes marocaines. Devant leur refus, il ordonne des bombardements d'artillerie sur Figuig, et des combats sporadiques se poursuivent jusqu'au cessez-le-feu effectif du 5 novembre, qui laisse les positions d'origine inchangées. Le Maroc, qui tentait depuis la mi-octobre d'amener le conflit devant l'ONU afin de contrecarrer les efforts algériens à l'OUA, n'est pas soutenu par les États-Unis ou la France, qui lui indiquent de respecter les accords de Bamako.
L'OUA forme une commission de médiation, avec des représentants de l'Éthiopie et du Mali. Celle-ci met en place une zone démilitarisée sur toute la frontière entre Figuig et Tindouf, soit environ 1 000 kilomètres, surveillée par des observateurs éthiopiens et maliens. Lors d'une session extraordinaire du 15 au 18 novembre à Addis-Abeba, le conseil des ministres de l'OUA adopte le principe d'une primauté de l'OUA sur l'ONU dans la résolution de conflits purement africains, et approuve la déclaration commune de Bamako. Le Maroc, qui craignait une solution inéquitable de la part d'une organisation favorable à la cause algérienne, est rassuré par ces conclusions. Un cessez-le-feu définitif est signé le 20 février 1964, il définit les contours de la zone démilitarisée et marque la reprise officielle des relations diplomatiques entre le Maroc et l'Algérie. Les troupes marocaines qui occupent toujours Hassi Beïda et Tinjoub, et les troupes algériennes qui entourent Figuig, peuvent enfin se replier.

## Bilan et conséquences
En avril 1964, 379 prisonniers algériens sont échangés contre 57 marocains, ce qui conforte la thèse d'une supériorité générale des forces marocaines lors du conflit. Le Maroc annonce un bilan officiel de 39 morts, tandis que les pertes algériennes, jamais publiées, s'élèvent vraisemblablement à 300 morts. Le piètre bilan de l'armée algérienne est un des facteurs qui contribuent à la chute de Ben Bella en 1965.
Ben Barka, réfugié en Algérie depuis juillet 1963, dénonce vivement la « guerre d'agression » et la « trahison » du Maroc, et est condamné à mort par contumace le 22 novembre 1963, pour complot et tentative d'assassinat contre le roi à la suite du « complot de juillet ». Le 29 octobre 1965, il est arrêté et enlevé à Paris par des policiers français, et disparaît sans laisser de trace. Il est vraisemblablement assassiné au Maroc sur instruction du général Oufkir, avec la complicité de membres ou de correspondants du SDECE. La gauche marocaine, traumatisée par les dénonciations de trahison à la patrie lors du conflit, se rangera presque tout entière du côté du roi lors du conflit au Sahara occidental à partir de 1975.
« L'attitude impérialiste » ou « expansionniste » du Maroc est critiquée en Afrique et dans le monde arabe, notamment parce que le roi Hassan II ne s'est pas démarqué clairement des positions ambitieuses de l'Istiqlal. Elle rapproche le Maroc de l'Occident anticommuniste, tandis que l'Algérie se tourne vers le tiers-mondisme. Les troupes cubaines, qui n'ont jamais eu l'occasion de combattre, se reconvertissent en instructeurs et assurent la formation d'une brigade algérienne de cavalerie, ainsi qu'une assistance médicale, avant de repartir en mars 1964.
La guerre des Sables inaugure une longue période de méfiance entre l'Algérie et le Maroc, mais une seule confrontation ouverte intervient par la suite : en 1976, à Amgala, au Sahara occidental.
L'OUA adopte le principe de l'intangibilité des frontières issues du colonialisme, qui est rejeté par le Maroc, et la frontière suit le tracé qui reprend la délimitation française. Le 15 juillet 1972, Houari Boumédiène et Hassan II signent un traité qui délimite leurs frontières, en reprenant ce tracé. L'Algérie ratifie le traité le 17 mai 1973, mais le Maroc tarde, et le début de la guerre avec le Front Polisario au Sahara occidental en 1975 marque une nouvelle phase d'hostilités. Le traité est finalement ratifié en mai 1989.
Le 24 août 2021, le ministre algérien des Affaires étrangères Ramtane Lamamra reconnait, lors d'une conférence de presse officielle, que les pertes algériennes du conflit de 1963 dépassent les « 850 martyrs »,.
Les officiers égyptiens capturés le 20 octobre étaient présents dans le cadre de missions de coordination et de conseil militaire, mais l’Égypte n’a pas engagé de troupes directement dans les combats. Elle a apporté un soutien technique, logistique et matériel, sans participation militaire frontale. De son côté, Cuba a dépêché un contingent militaire (environ 686 hommes avec chars, artillerie et équipes médicales) principalement pour former, équiper et appuyer l’Algérie, sans engagement de combat documenté sur le terrain.